# Abraham Samuel Fernandes
 Abraham Samuel Fernandes (Paramaribo, Suriname, 4 november 1906 - Scheveningen, 4 maart 1941) was een Nederlands verzetsstrijder in de begindagen van de Duitse bezetting (1940).
Fernandes werd in 1906 geboren in een Joods gezin in Paramaribo. Op het moment van de Duitse inval werkte hij bij de Bataafse Petroleum Maatschappij (BPM), een voorloper van Shell. Kort na het bombardement op Rotterdam in mei 1940 kwam hij in contact met leden van de verzetsgroep De Geuzen in Vlaardingen en sloot zich bij hen aan. Welke verzetsdaden hij precies gepleegd heeft, is onduidelijk. Wel staat vast dat Fernandes op 24 februari 1941 door de Sicherheitspolizei in zijn huis aan de Sportlaan te Vlaardingen werd gearresteerd en overgebracht werd naar de Scheveningse strafgevangenis. In deze gevangenis, die indertijd ook wel Oranjehotel genoemd werd, overleed Fernandes op 3 of 4 maart 1941, waarschijnlijk aan de gevolgen van marteling.
Begin 1941 zaten mogelijk zo'n 200 Geuzen uit het gebied Rotterdam-Vlaardingen in de Scheveningse gevangenis. Vóór Fernandes was Geus Ko Boezeman reeds op 9 januari aan de gevolgen van marteling in het Oranjehotel bezweken. Op de dag van Fernandes' aanhouding, 24 februari 1941, begon ook het proces tegen de Geuzen, 43 in getal. Op 4 maart werden 18 van hen ter dood veroordeeld en op 13 maart 1941 werden 15 van die 18 vonnissen ten uitvoer gelegd. Zij werden op de Waalsdorpervlakte doodgeschoten.
Fernandes' vrouw en twee dochters overleefden de oorlog.